# Felicissimus
Felicissimus (lat. der Glücklichste) war Anführer einer Revolte in Rom gegen den von 270 bis 275 herrschenden Kaiser Aurelian.

## Leben
Felicissimus war ursprünglich kaiserlicher Finanzminister. Im Zuge der aurelianischen Korruptionsbekämpfung wurde jedoch aufgedeckt, dass er gezielt Münzen fälschen ließ. Daraufhin zettelte er mit Hilfe der Münzfabrikanten eine Revolte in der Hauptstadt an, auf die Aurelian mit der Entsendung von Truppen in die Stadt reagierte. Es gab heftige Kämpfe, und das Militär ging nur mit Mühe aus ihnen als Sieger hervor. Es kam zu tausenden Toten, und auch in der römischen Oberschicht zogen die Ereignisse ihre Kreise, als Aurelian mehrere Senatoren hinrichten ließ, die den Aufstand vermutlich unterstützt hatten. Felicissimus – der selbst nie (Gegen-)Kaiser war – starb im Kampf mit den kaiserlichen Soldaten.
Zwar wird von Aurelius Victor das Datum der Revolte mit 274 n. Chr. angegeben, doch erscheint dies heute unwahrscheinlich: Aurelian war 274 auf der Höhe seiner Macht, und es gibt mehrere Hinweise darauf, dass es sich um das Jahr 271 gehandelt haben muss. So erwähnt Zosimos Unruhen am Beginn der aurelianischen Herrschaft, im Januar 271 hatte der Kaiser zudem in der Schlacht von Placentia eine vernichtende Niederlage gegen die Juthungen hinnehmen müssen. Es scheint, als ob die Münzstätte in Rom etwa zu dieser Zeit, wahrscheinlich wegen der Folgen des Aufstands, ihre Arbeit zeitweise eingestellt hat. Um 274 wurde dann von Aurelian eine Münzreform durchgeführt.